# Ministère de la Défense nationale de la RDA
Le ministère de la Défense nationale de la République démocratique allemande (RDA) (Ministerium für Nationale Verteidigung der DDR) était le ministère chargé de la défense, au sein du gouvernement de la RDA. Il est créé en 1956 et dissous à la réunification de la RDA avec la République fédérale d'Allemagne (RFA), en 1990. Il porte à sa fin brièvement le nom de « ministère du Désarmement et de la Défense » (Ministerium für Abrüstung und Verteidigung). Ses fonctions ont alors été reprises par le ministère fédéral de la Défense.
Son siège se trouve à la caserne Von Hardenberg (de) à Strausberg Nord, à proximité de Berlin.

## Liste des ministres
| # | Image | Nom              | Début du mandat  | Fin du mandat    | Parti |
| - | ----- | ---------------- | ---------------- | ---------------- | ----- |
| 1 |       | Willi Stoph      | 1er mars 1956    | 14 juillet 1960  | SED   |
| 2 |       | Heinz Hoffmann   | 14 juillet 1960  | 2 décembre 1985  | SED   |
| 3 |       | Heinz Keßler     | 3 décembre 1985  | 18 novembre 1989 | SED   |
| 4 |       | Theodor Hoffmann | 18 novembre 1989 | 18 mars 1990     | SED   |
| 5 |       | Rainer Eppelmann | 12 avril 1990    | 2 octobre 1990   | DA    |